# Janina Faye
Janina Faye, nata Janina Faye Smiegielski (Londra, 16 aprile 1948), è un'attrice britannica.

## Biografia
Cominciata la carriera d’attrice da bambina, si esibisce nel suo primo ruolo cinematografo nel film Dracula il vampiro nel 1958. Diventata adulta, alterna la partecipazione al cinema, in cui lavora principalmente nei film horror, alla recitazione teatrale.

## Filmografia
- Dracula il vampiro (Dracula), regia di Terence Fisher (1958)
- Corruzione a Jamestown (Never Take Sweets from a Stranger), regia di Cyril Frankel (1960)
- Il mostro di Londra (The Two Faces of Dr. Jekyll), regia di Terence Fisher (1960)
- L'invasione dei mostri verdi (The Day of the Triffids), regia di Steve Sekely (1962)
- Do Not Talk to Strange Men, regia di Pat Jackson (1962)
- Giungla di bellezze (The Beauty Jungle), regia di Val Guest (1964)
- The Dance of Death, regia di David Giles (1969)
- The Smashing Bird I Used to Know, regia di Robert Hartford-Davis (1969)